# Stanford Luce
Stanford Leonard Luce Jr (né le 19 mai 1923 à Boston, Massachusetts, mort le 26 mars 2007 à Cincinnati, Ohio) était un traducteur américain titulaire d'un Ph.D. en « études françaises » de l'université Yale. Il est particulièrement connu pour ses traductions de Louis-Ferdinand Céline et de Jules Verne, en particulier Les Frères Kip qu'il fut le premier à traduire en anglais, 105 ans après que le roman ait été écrit.

## Ouvrages
- Jules Verne, moralist, writer, scientist (1953), première Ph.D dissertation en anglais sur Jules Verne, université Yale[1]
- A Glossary of Céline's Fiction, with English Translations (1979), Quality Books,  (ISBN 978-0-891-96057-7)
- (en) Stanford Luce et William K. Buckley, A half-century of Céline : an annotated bibliography, 1932-1982, New York, Garland Pub, 1983 (ISBN 978-0-8240-9191-0)
- (en) Stanford Luce, Céline and his critics : scandals and paradox, Saratoga, Calif, Anma Libri, 1986, 223 p. (ISBN 978-0-915838-59-2)
- Celine's Pamphlets: An Overview (199*), self-published, (OCLC 82916731)

### Traductions
- Jules Verne, The Mighty Orinoco (Le Superbe Orénoque), avec Arthur B. Evans, Walter James Miller (2002), Wesleyan University Press,  (ISBN 978-0-819-56511-2)
- Jules Verne, The Begum's Millions (Les Cinq Cents Millions de la Bégum), avec Arthur B. Evans et Peter Schulman (2005), Wesleyan University Press,  (ISBN 978-0-819-56796-3)
- Louis-Ferdinand Céline, Conversations with Professor Y (Entretiens avec le professeur Y) (2006), Dalkey Archive Press,  (ISBN 978-1-564-78449-0)
- Jules Verne, The Kip Brothers (Les Frères Kip), avec Arthur B. Evans et Jean-Michel Margot (2007), Wesleyan University Press,  (ISBN 978-0-819-56704-8)